# 名瀬港
名瀬港（なぜこう）は、鹿児島県奄美市（旧名瀬市）にある港湾。奄美大島の北西部にあり、港口は北側を東シナ海に対して開け、他の三方は陸地に囲まれる天然の良港としての形状を有する。また、鹿児島港と那覇港のほぼ中間（鹿児島港から383km 、那覇港から331km）に位置することから九州～沖縄間の海域における避難港として機能を有し、港湾法上の重要港湾に指定されるほか、港則法上の特定港にも指定される。奄美大島における物流・観光の拠点となっている。

## 地区ごとの概要
大まかには、長浜地区・新港地区・本港地区・佐大熊地区に分かれている。

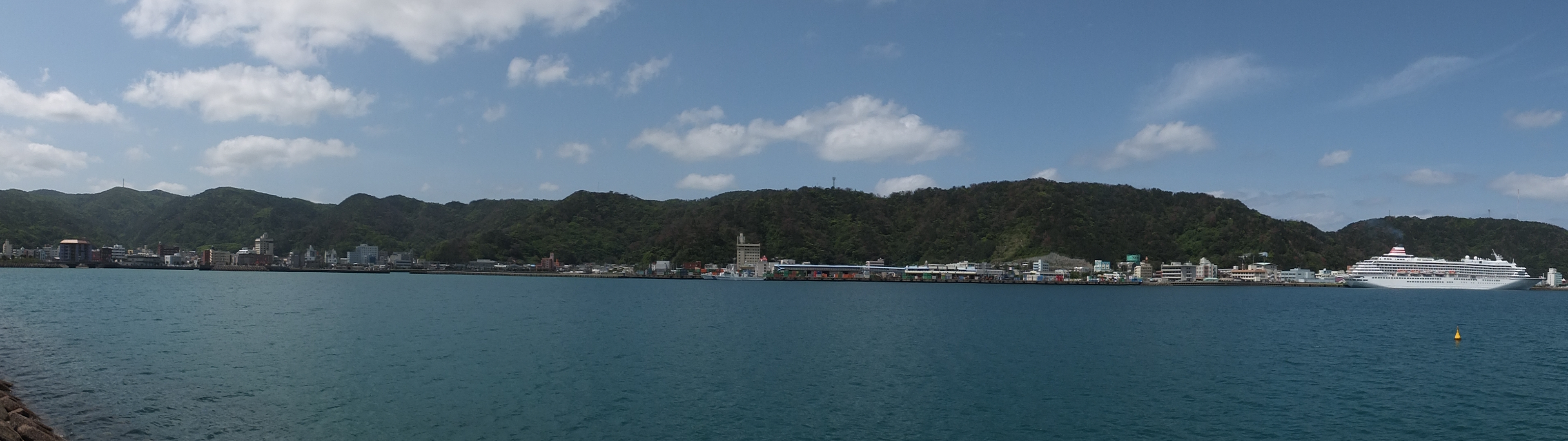
左が本港地区、中央の貨物が積まれる所が新港地区、船舶が停泊する所が長浜地区

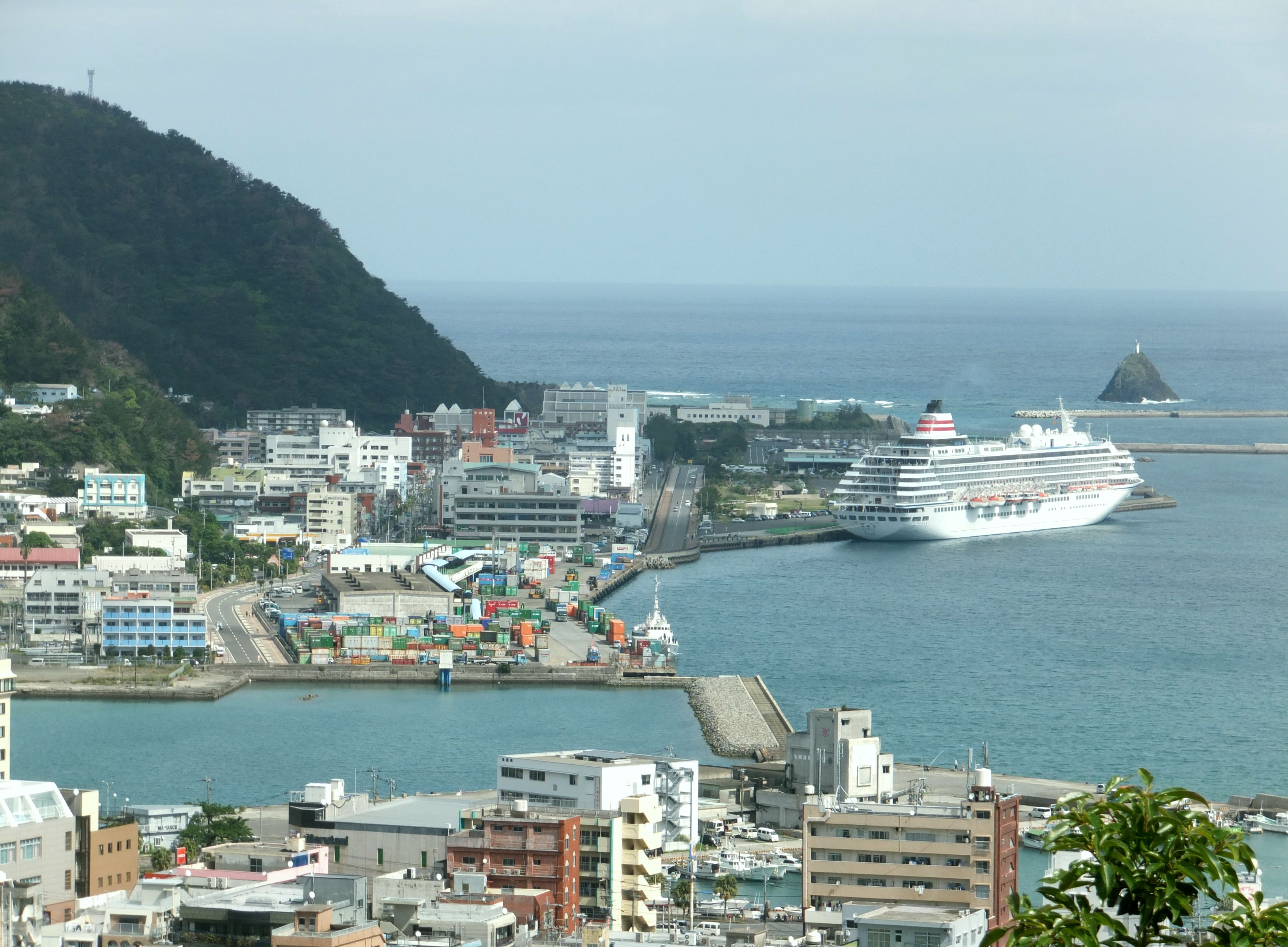
手前の右側が本港地区、川対岸が新港地区、船が停泊する所から奥が長浜地区

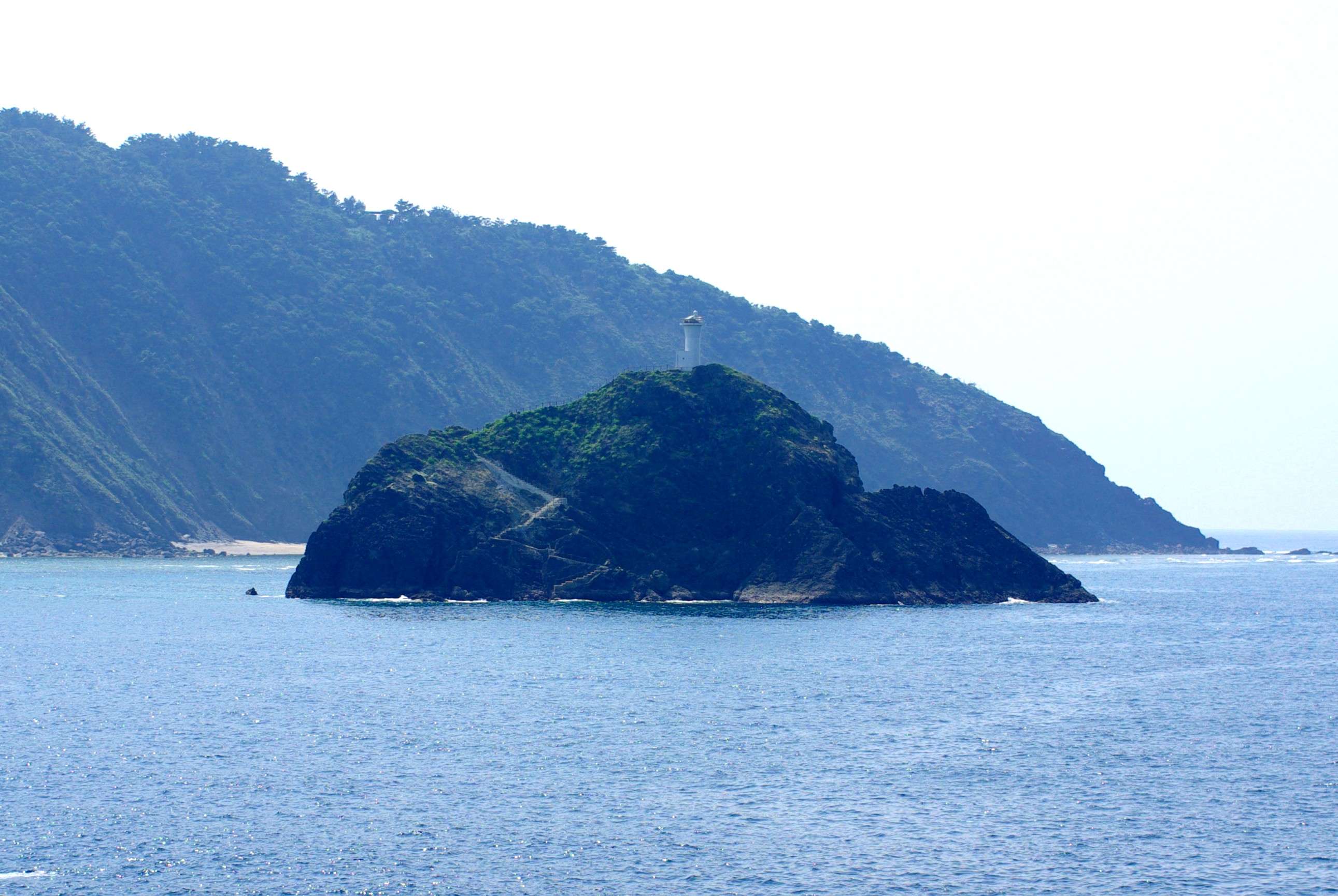
名瀬港立神灯台(1937年初点)-「フェリーとしま」より

### 長浜地区
観光船岸壁（長さ280m、水深10m）には奄美海上保安部の拠点機能強化型巡視船「あまぎ」と高速特殊警備船「かいもん」が常駐するほか、クルーズ客船が寄港するさいに使用する。このほか漁船の船溜まり（長さ410m、水深3.5m）もあり、鹿児島県警の取締船「おおしま」も常駐する。尚、寄港実績として民間船舶として「ZAANDAM」、「飛鳥II」、「ぱしふぃっくびいなす」、「ふじ丸」、「にっぽん丸」、「ナッチャンWorld」、「いしかり(2代目)」などがあり、前述の港の形状上、一万トンクラスの大型船舶は自力による回頭接岸が難しく必要に応じてタグボートなどが沖縄などから遠征してくる。近年は日本の国防上の重要な島嶼部に当たり輸送､訓練のための自衛艦やそれに伴う民間借り上げのチャーター船寄港の際も同岸壁を使用している。

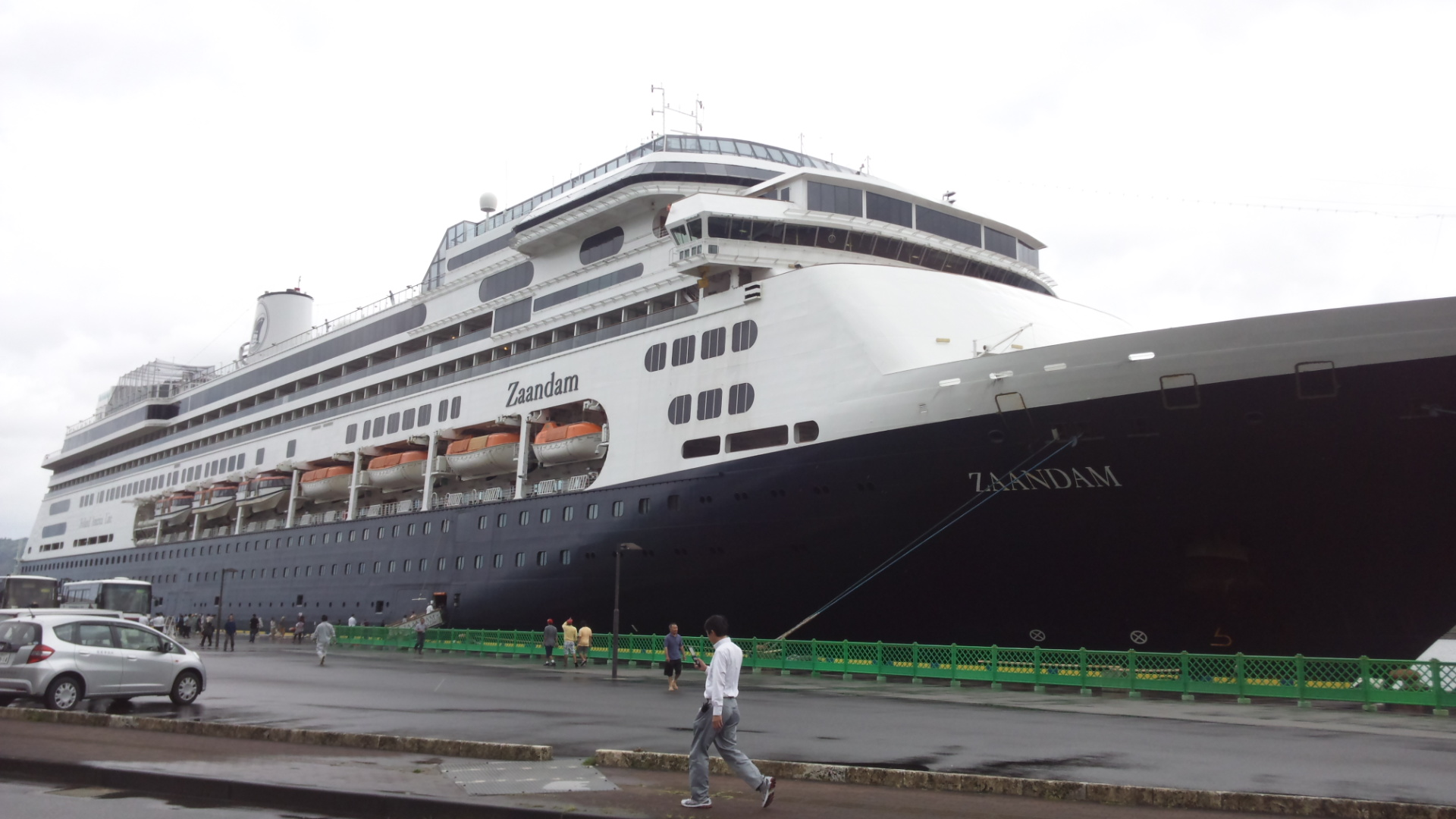
停泊中のZaandam
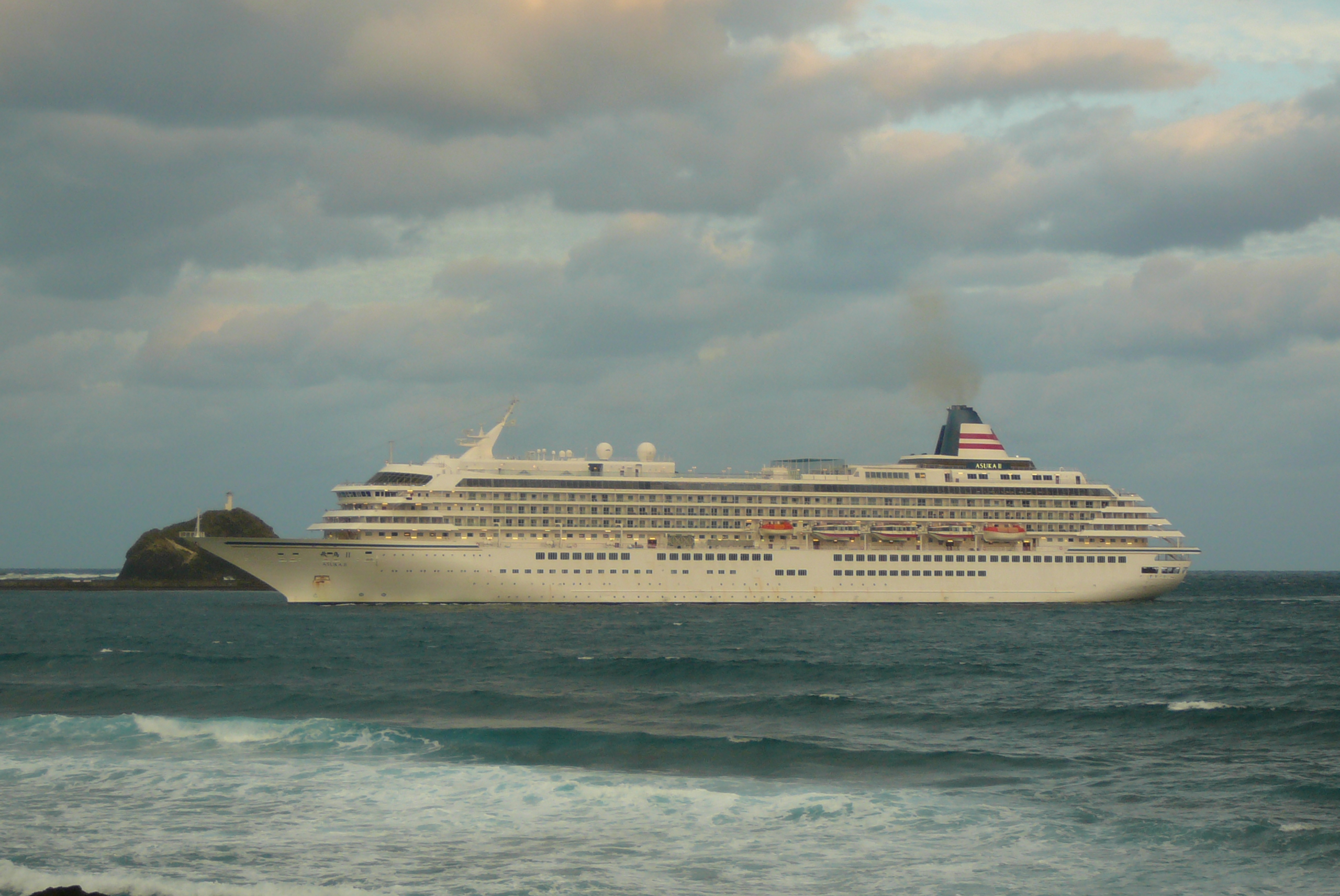
入港する飛鳥Ⅱ
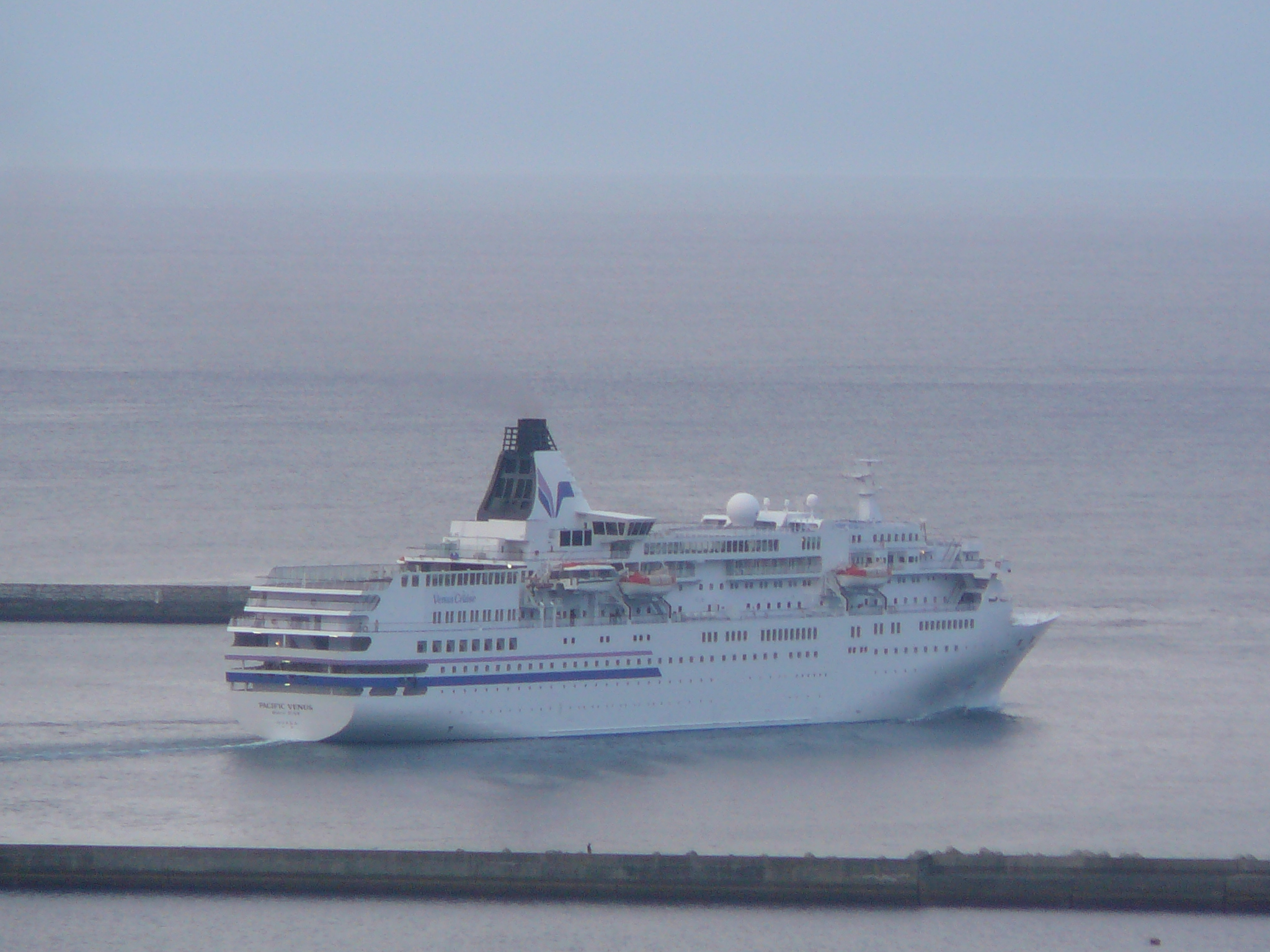
出港するぱしふぃっくびいなす
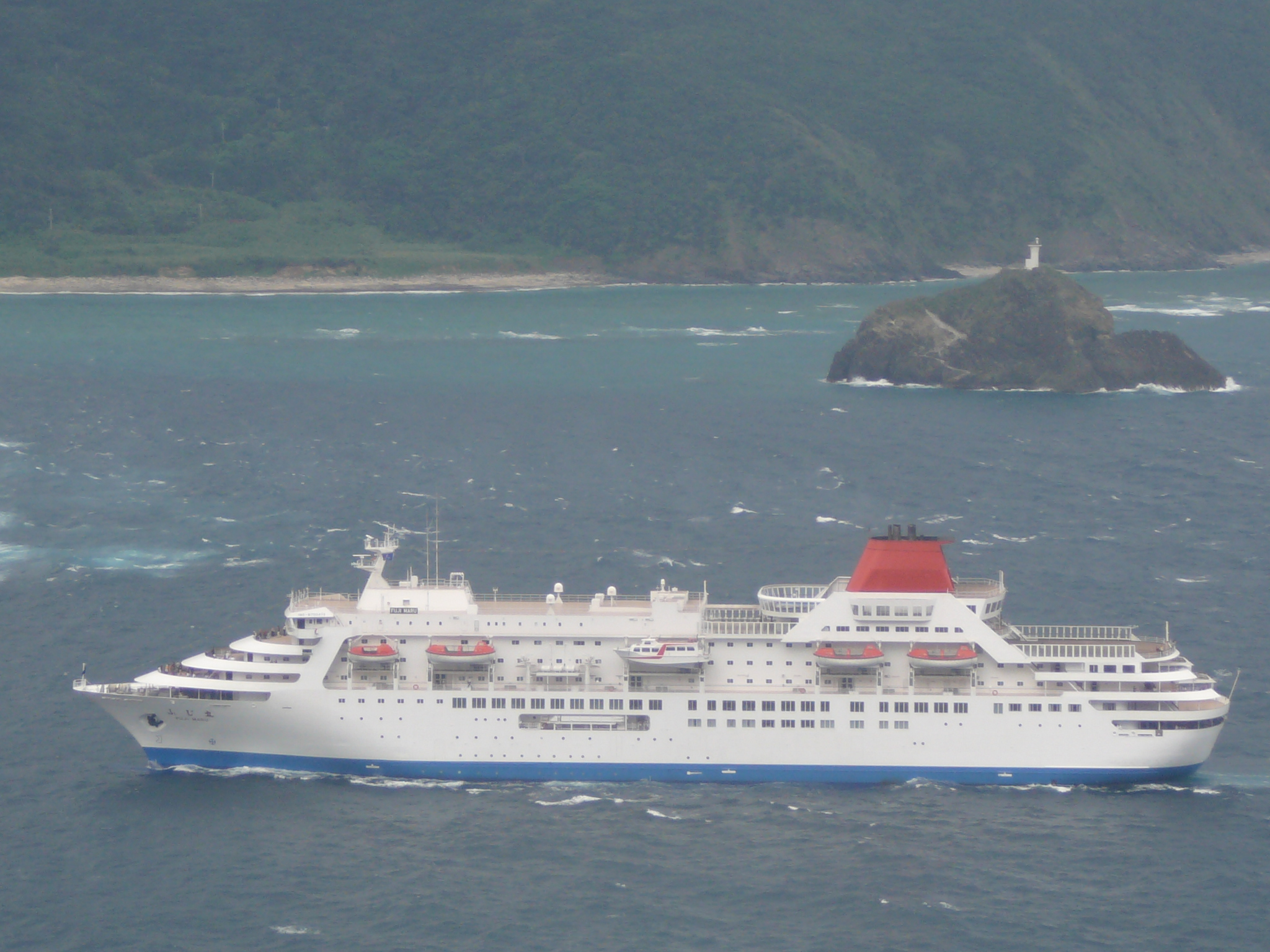
入港するふじ丸
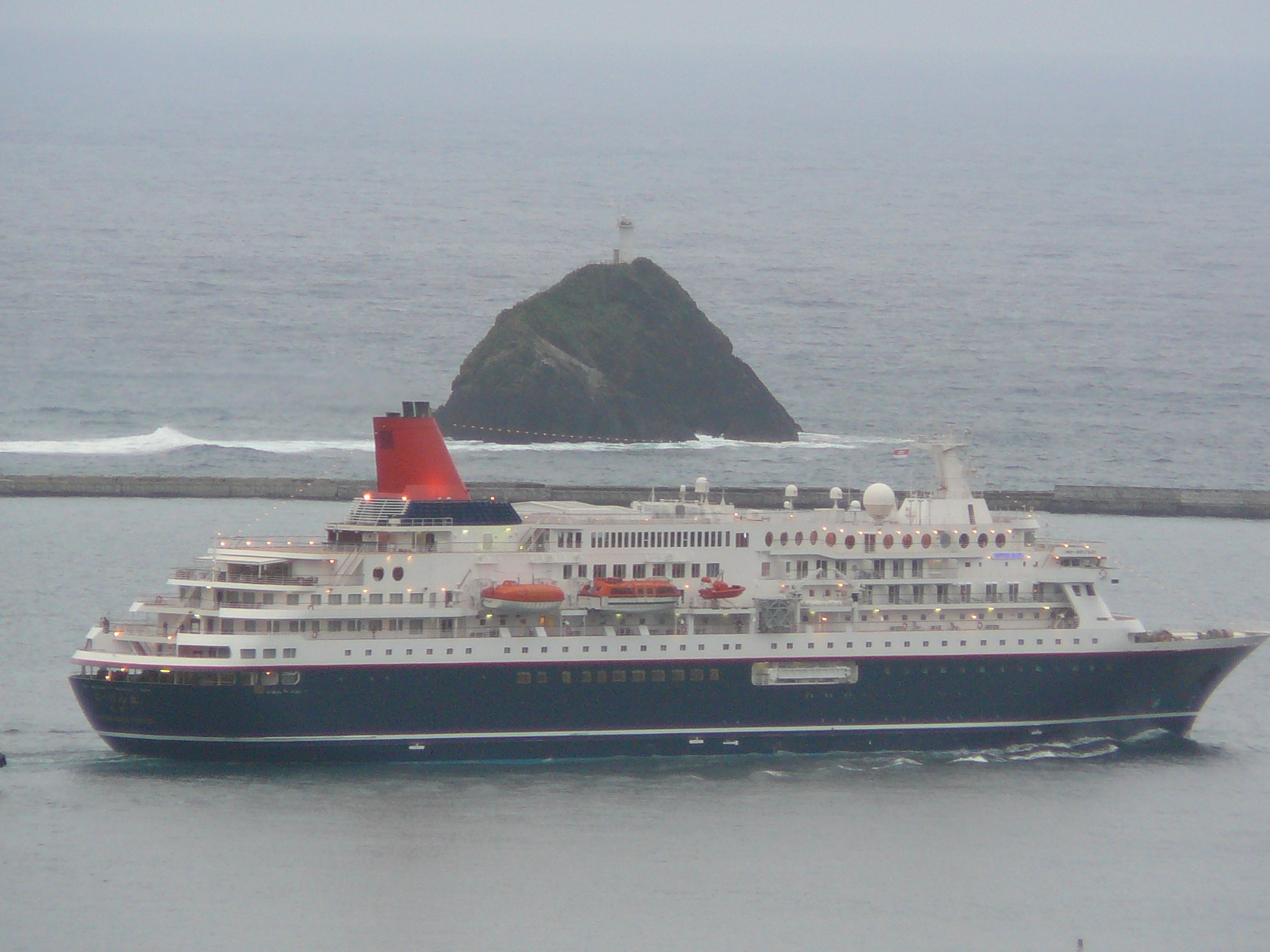
出港するにっぽん丸
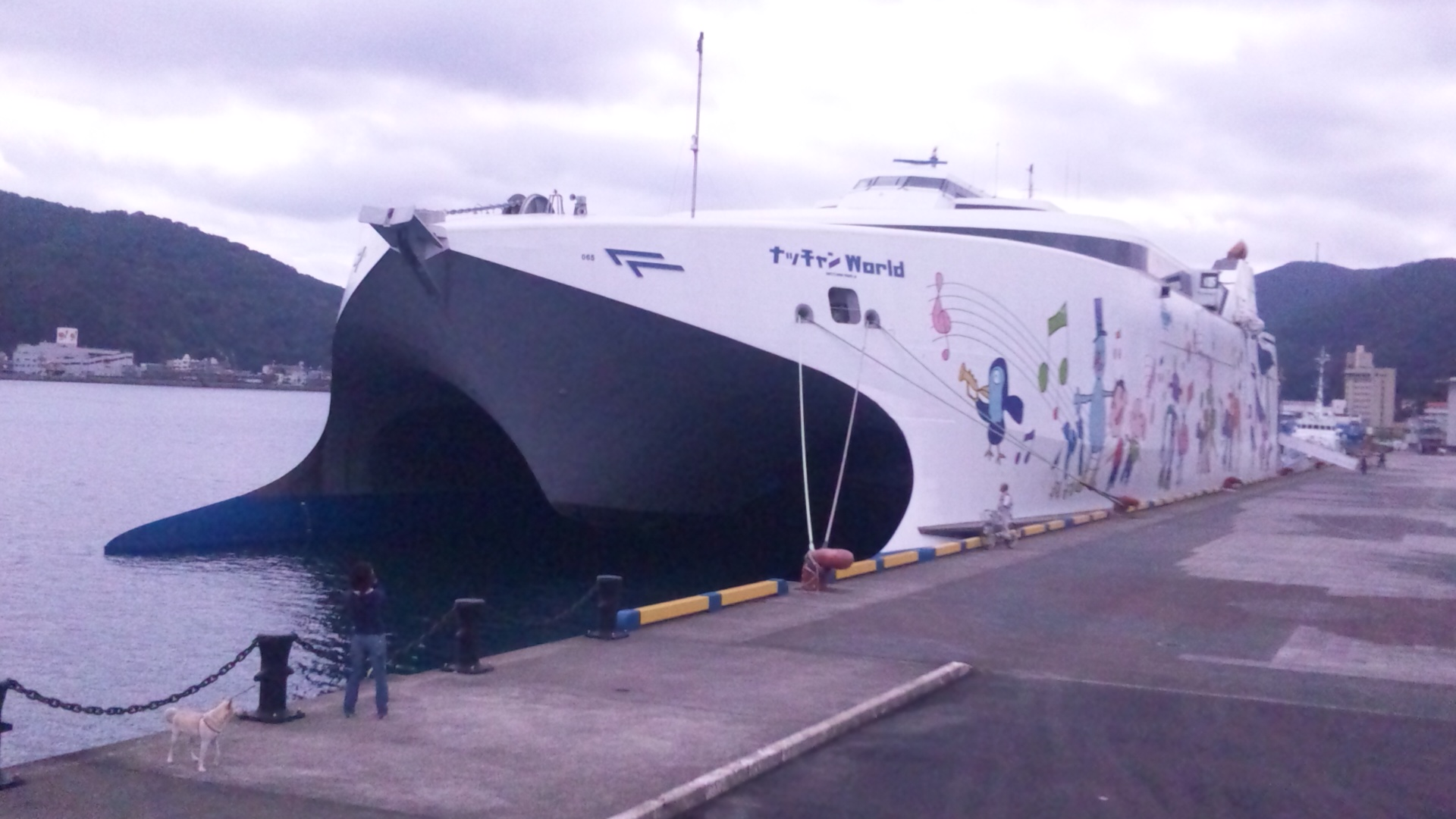
停泊中のナッチャンWorld
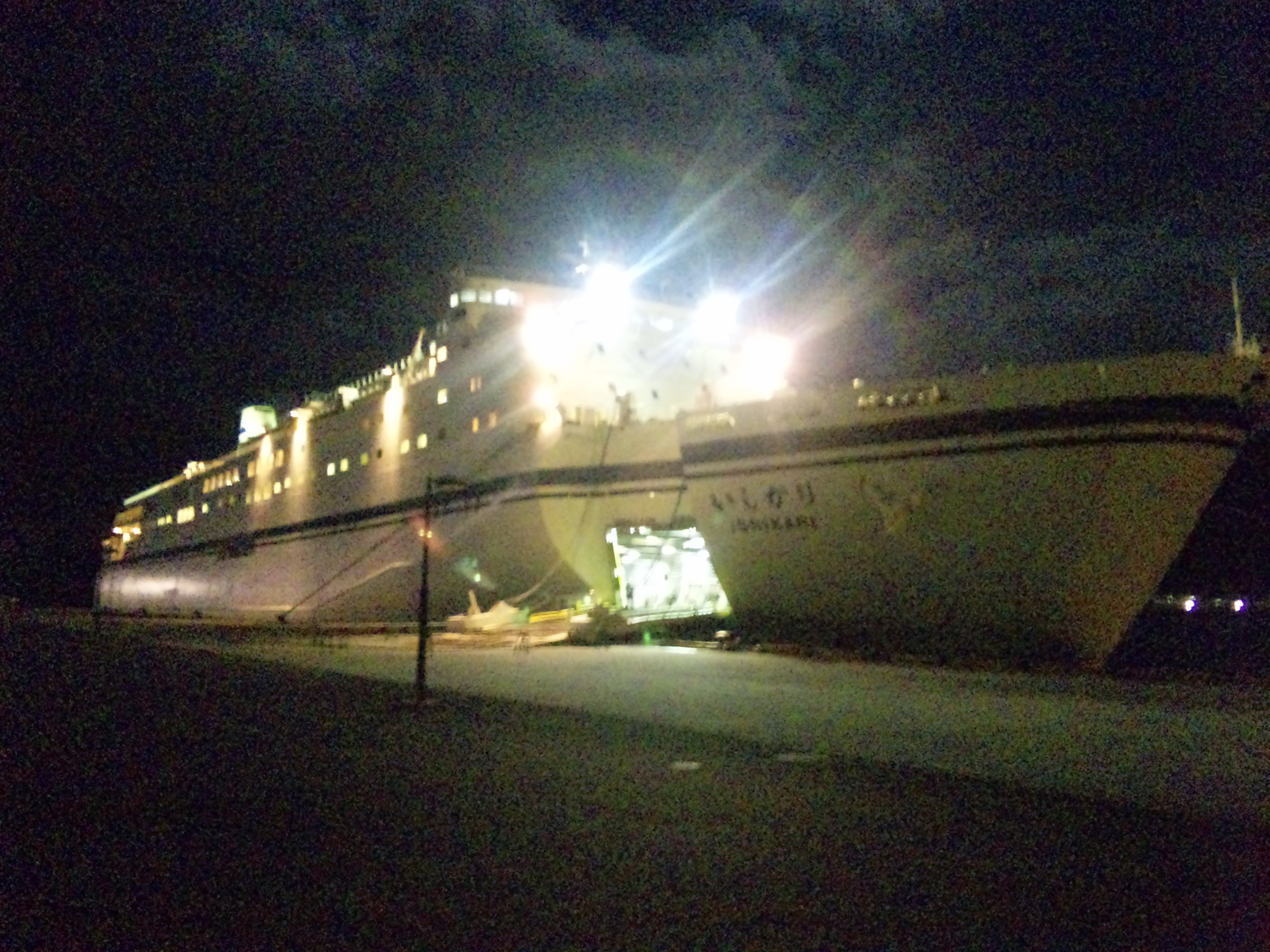
同いしかり(2代目)
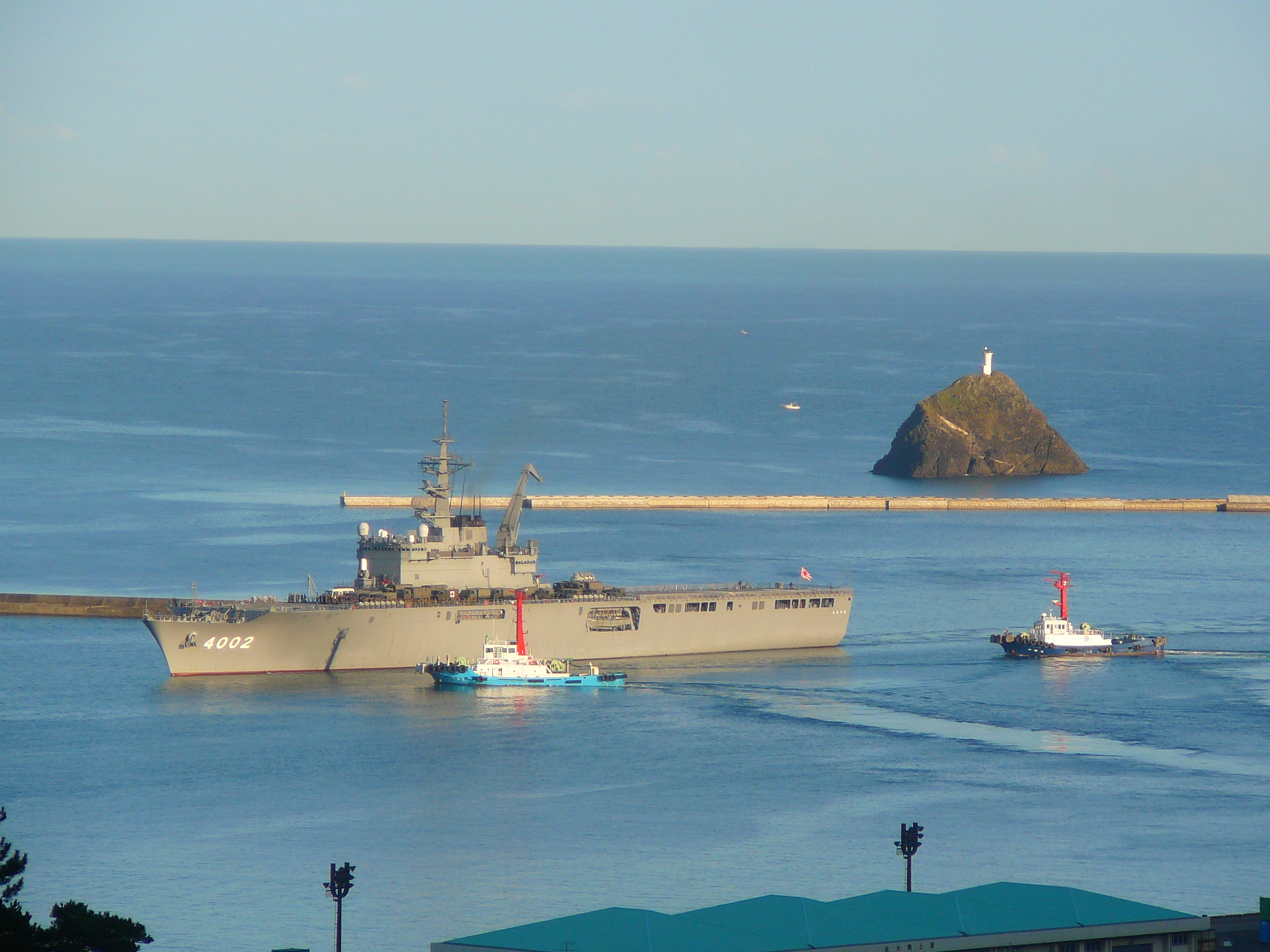
入港する海上自衛隊輸送艦しもきた(2代)

### 新港地区
岸壁（長さ370m、水深9m）は定期フェリー専用となっており、同時に2隻が接岸できる「くの字」型岸壁が整備されているが、取り扱い貨物量の増加に伴い荷役作業場が手狭になっているため拡張および耐震性の強化を図るため、将来的には同時に3隻が同時に接岸できる直線状の岸壁を整備する予定。
旅客用のフェリーターミナルがあり、ボーディング・ブリッジが整備されている（船舶の使用は8000ｔ級に限る）が、夜間は最終便出港後から始発便入港前まで閉鎖される。
旅客扱いを行う航路
- マリックスライン - 鹿児島・沖縄航路（クイーンコーラルプラス・クイーンコーラル8） 
  - 鹿児島港（新港区・第二待合所） - 名瀬港（新港地区） - 亀徳港（徳之島） - 和泊港（沖永良部島） - 与論港（与論島） - 本部港（沖縄本島） - 那覇港（那覇ふ頭）
- マルエーフェリー - 鹿児島・沖縄航路（フェリーあけぼの・フェリー波之上）[2]
  - 鹿児島港（新港区・第二待合所）- 名瀬港（新港地区） - 亀徳港（徳之島） - 和泊港（沖永良部島） - 与論港（与論島） - 本部港（沖縄本島） - 那覇港（那覇ふ頭）
- 奄美海運 - 鹿児島・喜界・知名航路（フェリーあまみ・フェリーきかい） 
  - 鹿児島港（本港区北埠頭） - 湾港（喜界島） - 名瀬港（新港地区） - 古仁屋港（奄美大島） -  平土野港（徳之島） - 知名港（沖永良部島）
- 十島村 - 十島航路（フェリーとしま2）[3]
  - 鹿児島港（本港区南埠頭）- 口之島 - 中之島 - 平島 - 諏訪之瀬島 - 悪石島 - 小宝島 - 宝島 - 名瀬港（新港地区）

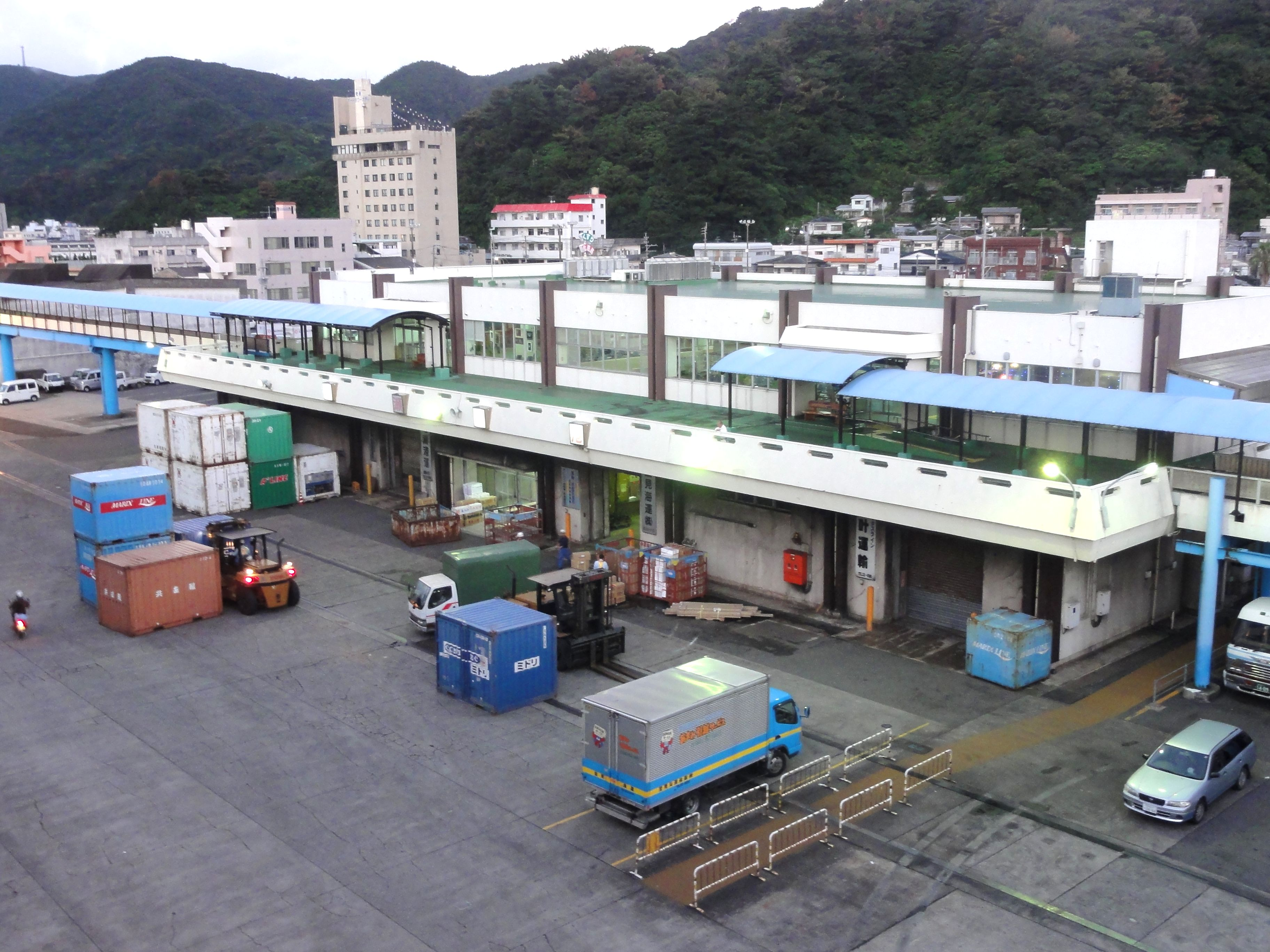
名瀬港フェリーターミナル
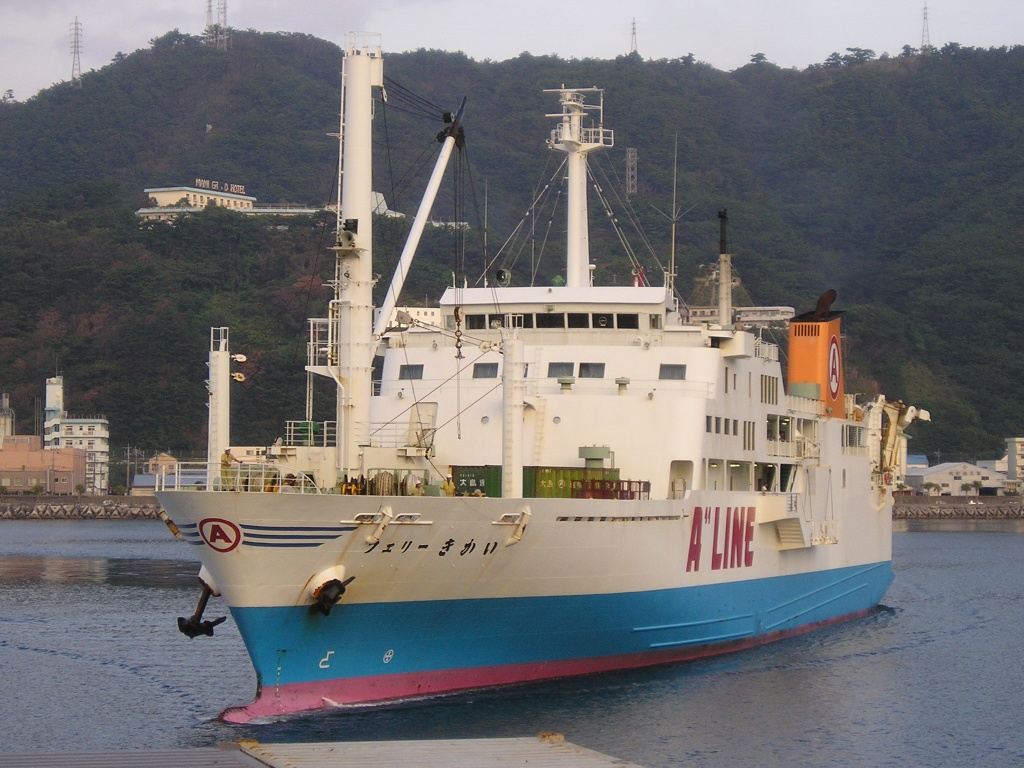
接岸する「フェリーきかい」
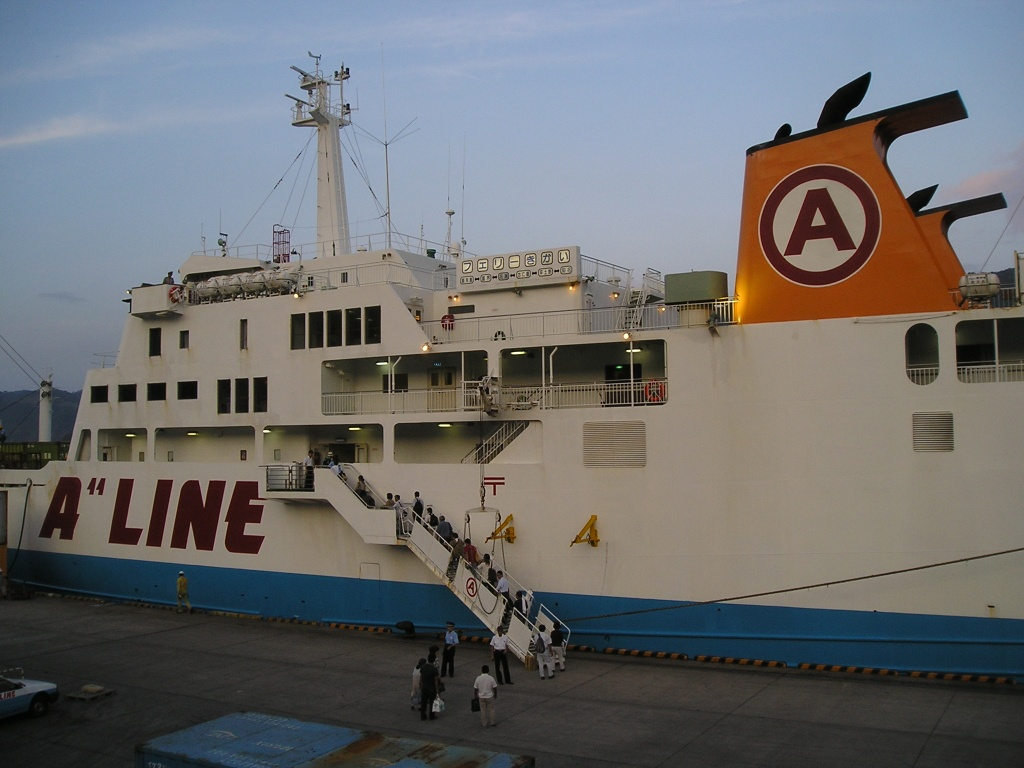
乗船の様子（「フェリーきかい」）
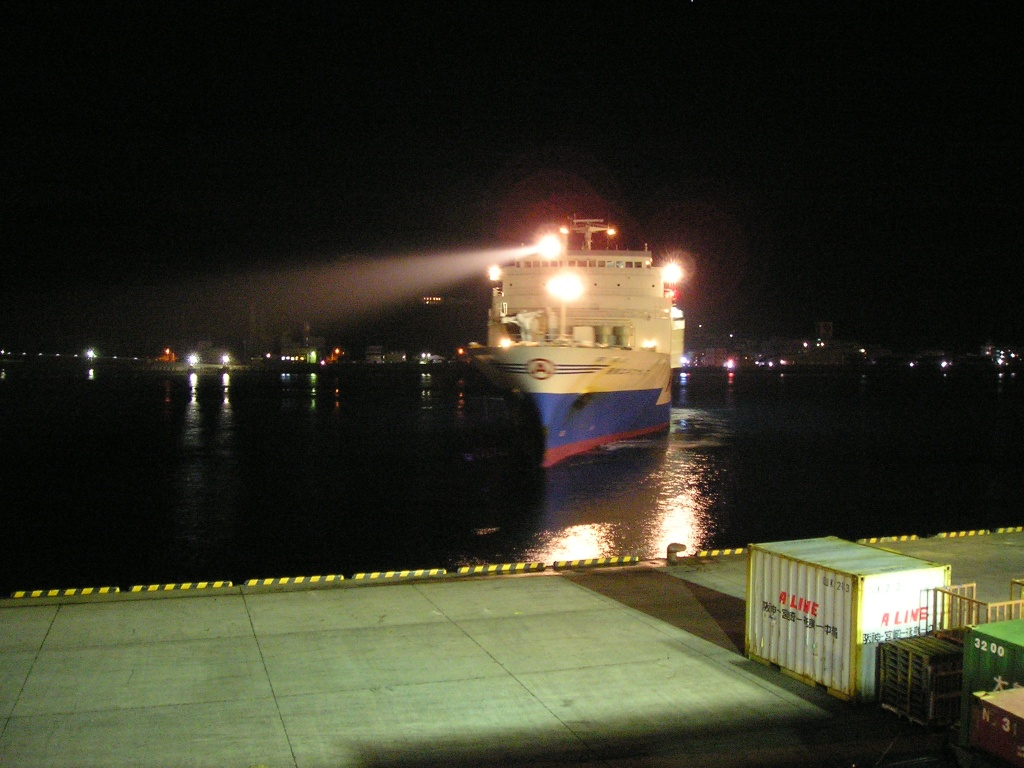
深夜の入港風景（「琉球エキスプレス」）
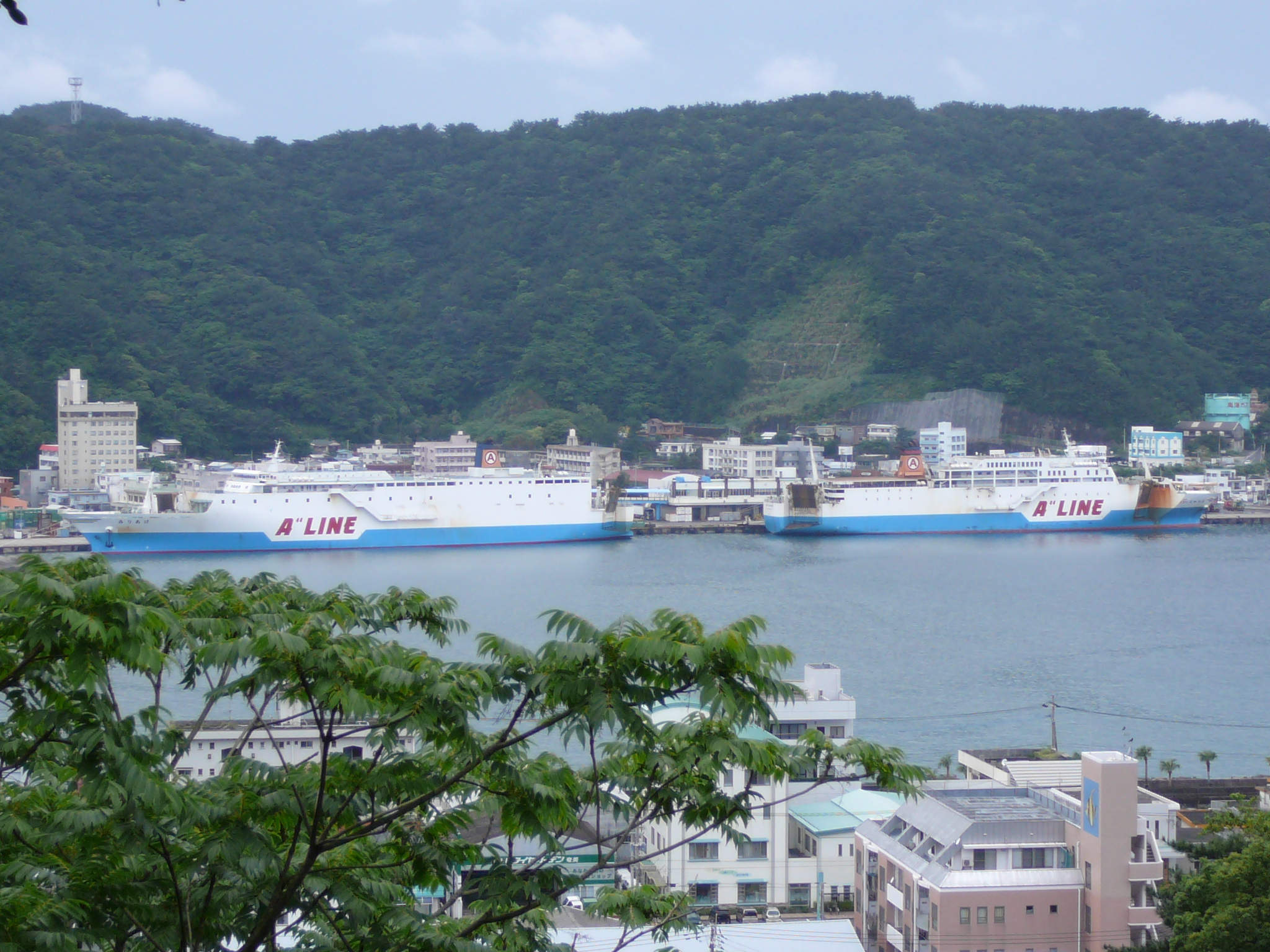
新港岸壁二隻同時使用（「フェリーあかつき」と「ありあけ」）
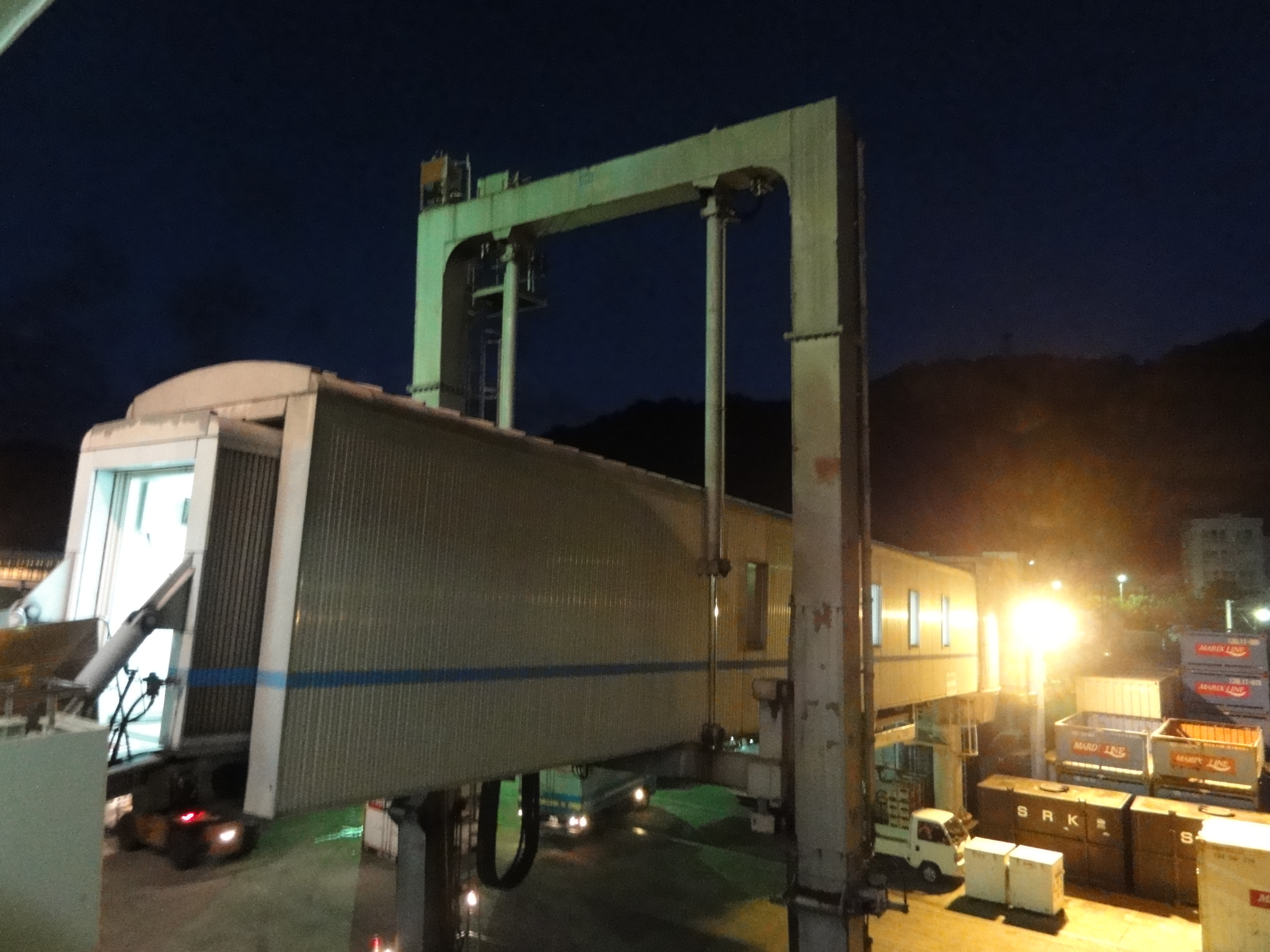
名瀬港フェリーターミナルボーディングブリッジ使用風景

### 本港地区
旧港とも呼ばれる。港の最深部に位置しており、かつては定期船や貨物船のほとんどが使用していたが、現在は埋め立てられており、地区の奥まったところに漁船の船溜まりがある。

### 佐大熊地区
貨物地区として整備されており、鹿児島と離島間を結ぶRO-RO船や貨物船などが主に使用している。近年、ヤマト運輸の新事務所も当地区に移転し、新しい上屋を設置している。また、災害や急患発生時に使用される緊急用ヘリポートが整備されている以前の緊急ヘリポートは山腹にあり進入コースが限定され条件が良くない為に移転された）。

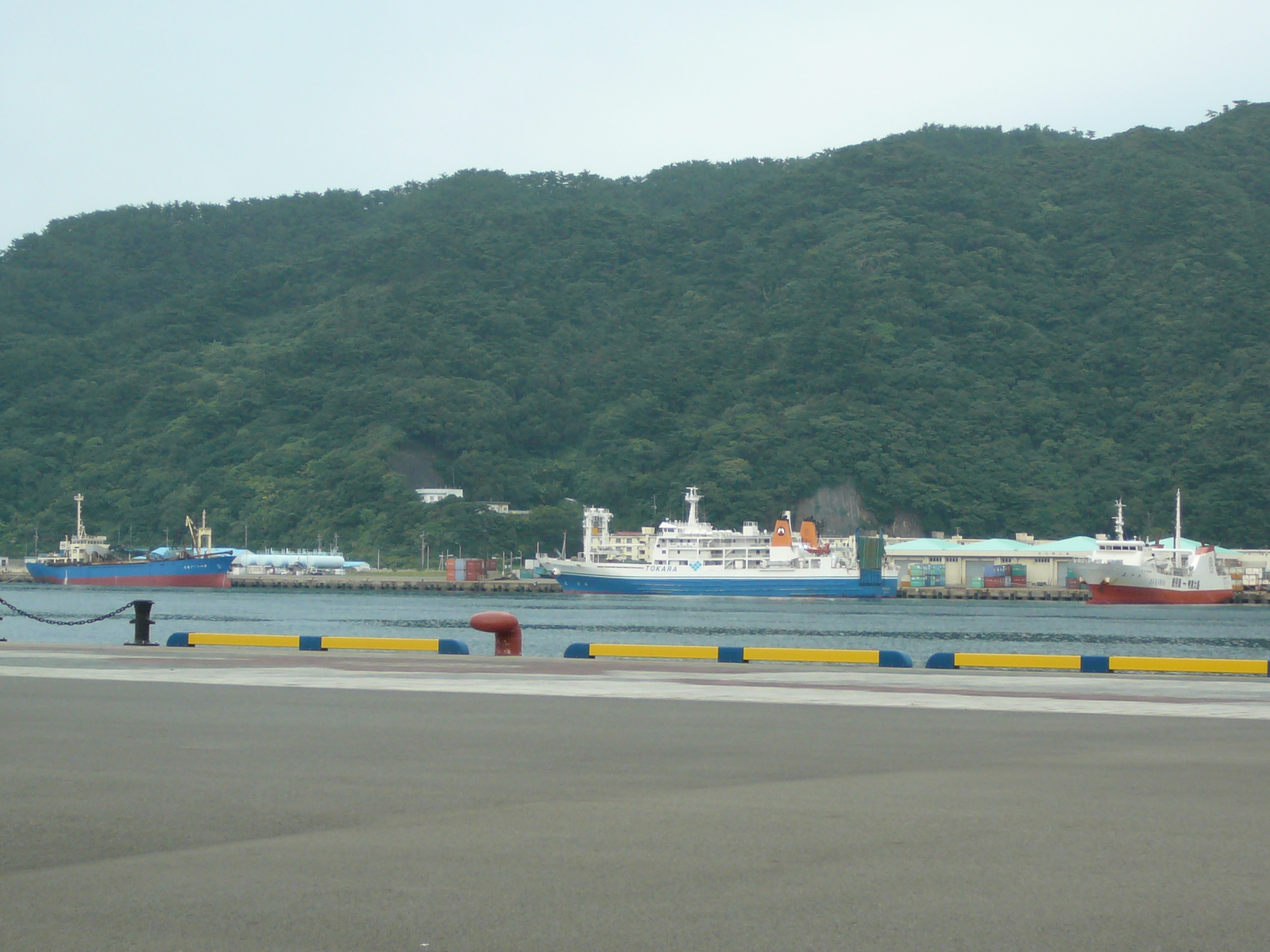
佐大熊地区に停泊中の船舶
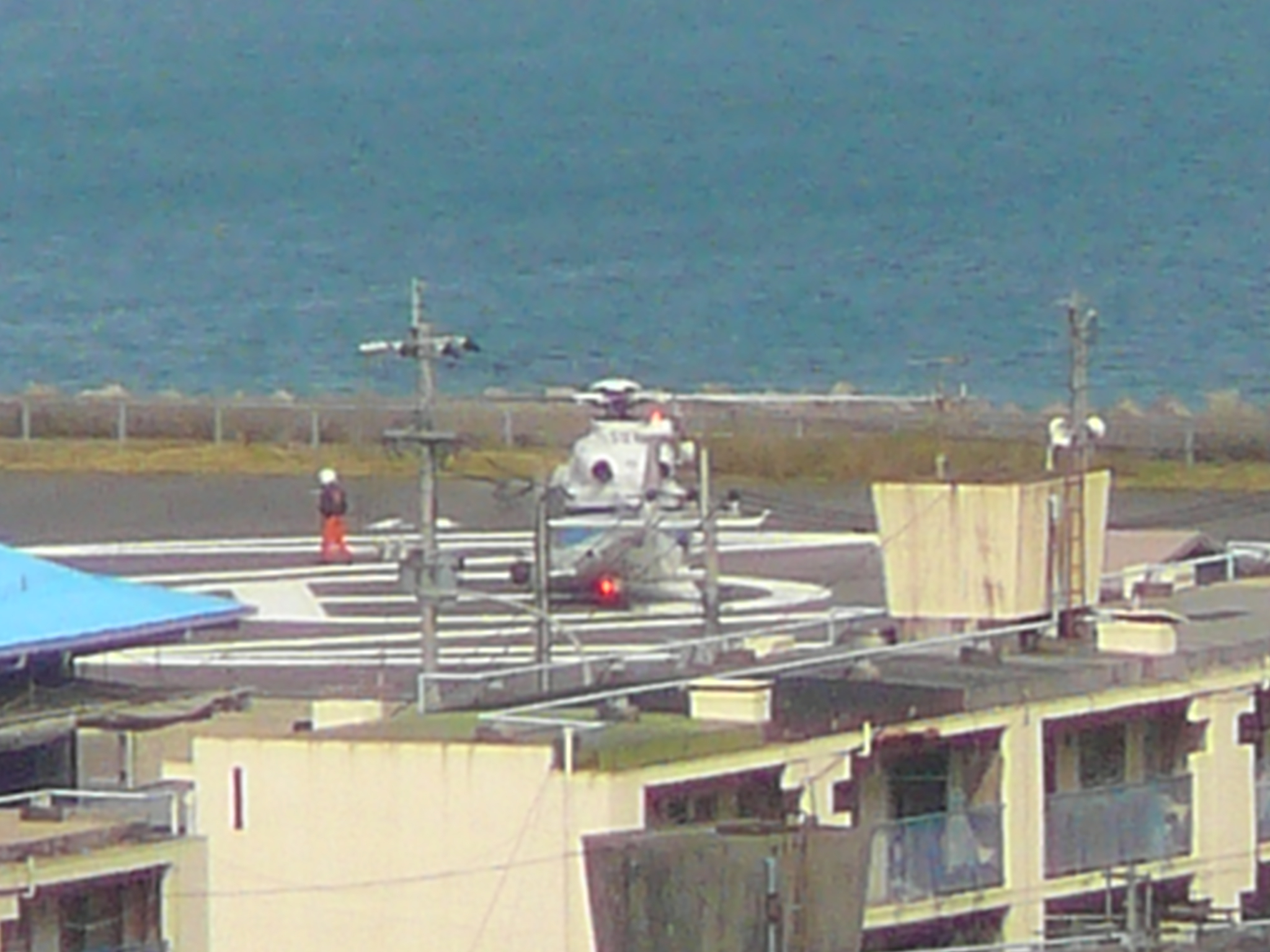
佐大熊地区ヘリポート

現在、国と県による港湾整備計画にもとづき、沖防波堤工事および本港地区の埋め立て工事などが施工されていることから、フローティングドックやサンドコンパクションパイル船など特殊な工事用の作業船などの寄港も多い。
使用船舶と航路
- 共同フェリー運輸 - RO-RO船
  - 使用船舶：きょらむん・みさき

「きょらむん」の先代「第三南海丸」は2010年11月17日名瀬港沖防波堤に衝突し、船首を損傷し穴が空いて、名瀬港までは自力航行したが修繕施設のある鹿児島まではそのままでは浸水の可能性があり航行できなかったため、名瀬港にて応急処置として、鉄板を外部から溶接して、海上保安部の許可を受け、鹿児島へ回航し、鹿児島にて一時的な防水処置を施し、次の定期点検までは一時的な補修をした状態で運航していた。